# Sara Aldrete
Sara María Aldrete Villarreal (Matamoros, Tamaulipas, México; 6 de septiembre de 1964) es una asesina en serie conocida como La madrina o La narcosatánica. Era parte del grupo sectario de narcotraficantes conocidos como Los Narcosatanicos, que realizaron asesinatos rituales en Matamoros.
Purga condena en el penal de Tepepan en la Ciudad de México y en el año 2020 buscó sin éxito su libertad.

## Biografía
Aldrete asistió a la preparatoria en Brownsville, Texas, Estados Unidos, mientras todavía vivía al sur de la frontera, y obtuvo el estatuto de residente extranjera para poder asistir a la Universidad de Texas Southmost. Era conocida entre sus compañeros como una buena estudiante. Estudió educación física, preparándose para transferirse a la universidad para obtener una certificación de docente.
Adolfo de Jesús Constanzo, ciudadano estadounidense de origen cubano, conoció a Sara en el año de 1987 en Matamoros y la introdujo a la santería y palo mayombe, cultos que practicaba. Constanzo se dedicaba al tráfico de droga y cobraba también por trabajos de brujería Él era conocido como "El Padrino" y a Sara le dio el sobrenombre de "La Madrina".

## Crímenes
Para realizar trabajos de brujería, Constanzo utilizaba una nganga; una olla usada en la religión palo en donde se cocinan restos humanos y animales sacrificados. Constanzo violó, torturó y asesinó a varios hombres para sus rituales. Según los testimonios de los miembros de la banda, Constanzo hacía rituales con las partes mutiladas de las personas que asesinaban, como sicarios del cártel del Golfo.
Dentro del culto también se encontraban Elio Hernández, Sergio Martínez Salinas, David Serna Valdés "La Coqueta",  Serafín Hernández, Omar Francisco Orea Ochoa, y Álvaro de León Valdez, “El Duby”, quien pronto se hizo un gran seguidor del culto y pasó de presenciar sacrificios de gallinas a sacrificios humanos.
En 1989, los asesinatos se hicieron más frecuentes y llamó la atención cuando el turista estadounidense, Mark J. Kilroy, estudiante de la Universidad de Texas en vacaciones de primavera, fue reportado como desaparecido, y el gobierno mexicano comenzó a tener presión de Estados Unidos para encontrarlo.
El 9 de abril de 1989, Sergio Martínez Salinas y David Serna Valdés, pasan  a exceso de velocidad por un puesto policíaco, al revisarlos se les encuentra marihuana en el vehículo y son detenidos. Después guían a los policías al Rancho Santa Elena, en donde se efectuaban los rituales, ahí encontraron la nganga y 14 cuerpos, entre ellos, Mark Kilroy. En el lugar había una bodega donde escondían los paquetes de droga, pero los cadáveres estaban enterrados en el corral ubicado a unos pasos de la casa de madera donde hacían los rituales.
La policía encontró su escondite en la Ciudad de México el 6 de mayo de 1989. Después de un tiroteo, Constanzo y uno de sus cómplices fueron asesinados supuestamente por otro de sus miembros aparentemente por órdenes de Constanzo. Sara Aldrete sobrevivió y fue detenida.
De acuerdo con Aldrete, ella está en prisión sin ninguna culpa porque mandó el recado para que la policía los encontrara cuando la tenían secuestrada. También afirma que nunca tuvo una relación amorosa con Constanzo, que fue torturada por las autoridades para obtener una confesión y que se destruyeron muchas evidencias durante las pesquisas.

## Condena
Aldrete fue condenada por asociación delictuosa en 1990 y encarcelada durante seis años. En un segundo juicio, fue condenada por varios de los asesinatos en la sede de la secta, y sentenciada a 62 años de prisión.
En octubre de 1995 fue modificada su condena a 50 años por el Magistrado del tercer tribunal unitario.
Sara ha pasado la mayor parte de su vida recluida y ha defendido su inocencia a lo largo de su recorrido por diversos centros penitenciarios del país, y actualmente purga condena en el penal femenil de Tepepan, donde solicitó su excarcelación para pasar las casi dos décadas que le restan bajo vigilancia.
En prisión escribió el libro “Me dicen la narcosatánica”, donde cuenta su historia.

## En medios
En 1997 se estrena Perdita Durango del director vasco Alex de la Iglesia, película inspirada en el libro de Barry Gifford intitulado "59 Degrees and Raining", basada en la historia de los narcosatánicos, la película fue polémica por la extrema violencia mostrada y en donde se exageran los hechos además de que colocan a Sara Aldrete como una protagonista de todos los hechos bajo el nombre de Perdita Durango y es la amante de Adolfo de Jesús Constanzo.
La periodista Laura Sánchez Ley creó un podcast donde explica  la manera en que Los Narcosatánicos  operaban para cometer crímenes y la manera en que fueron detenidos por el gobierno mexicano.
HBO lanzó en 2023 una miniserie documental sobre Sara Aldrete, dirigida por Pat Martínez.
En 2023, Olallo Rubio lanzó la miniserie “Narcosatánica: el caso de Sara Aldrete" en donde se explora la historia y las inconsistencias del caso.